# Chirita subrhomboidea
Chirita subrhomboidea är en tvåhjärtbladig växtart som beskrevs av Wen Tsai Wang. Chirita subrhomboidea ingår i släktet Chirita och familjen Gesneriaceae. Inga underarter finns listade i Catalogue of Life.